# Motor em U
Animação de um Motor-U.
Em Engenharia Mecânica, motor em U é uma configuração de motor a explosão onde o motor possui duas fileiras de cilindros paralelas, cada qual com um virabrequim.
Os motores em U são geralmente construídos a partir da união de dois motores em linha, com os virabrequins conectados por engrenagens ou correntes, na parte inferior. Esta configuração tem como principal vantagem a possibilidade de compartilhar uma grande quantidade de componentes com os motores em linha, contudo possui a desvantagem de serem mais pesados que os motores em V.

## Variações
Se o eixo de manivelas de um banco de cilindros e feito para girar no sentido oposto ao outro eixo o efeito giroscópio da rotação dos componentes se cancela. Esta solução contudo torna mais difícil a união da potência proveniente de cada um dos eixos de manivelas.
Nos motores Sulzer LDA, uma roda dentada em cada virabrequim transmite a potência a uma roda dentada um pouco menor no eixo de saída. O virabrequim gira a aproximadamente 750 RPM enquanto o eixo de saída de potência do motor gira a aproximadamente 1000 RPM. Isto permitiu o uso de geradores mais compactos, quando usado em locomotivas diesel-elétricas.

## Motor quatro quadrado
Os "quatro quadrado" ou "square four" são motores em U com dois cilindros em cada linha de cilindros.
Esta configuração foi usada na motocicleta Ariel Square Four de 1931 até 1959.
Esta configuração foi utilizada novamente numa versão dois tempos de competição da Suzuki, e sua posterior versão de rua a Suzuki RG500. Apesar de algum sucesso das versões de competição, as versões de rua obtiveram pouco sucesso no mercado, sendo a versão descontinuada, em favor de motores de quatro tempos em linha.

## Exemplos de uso

### Motores a Gasolina

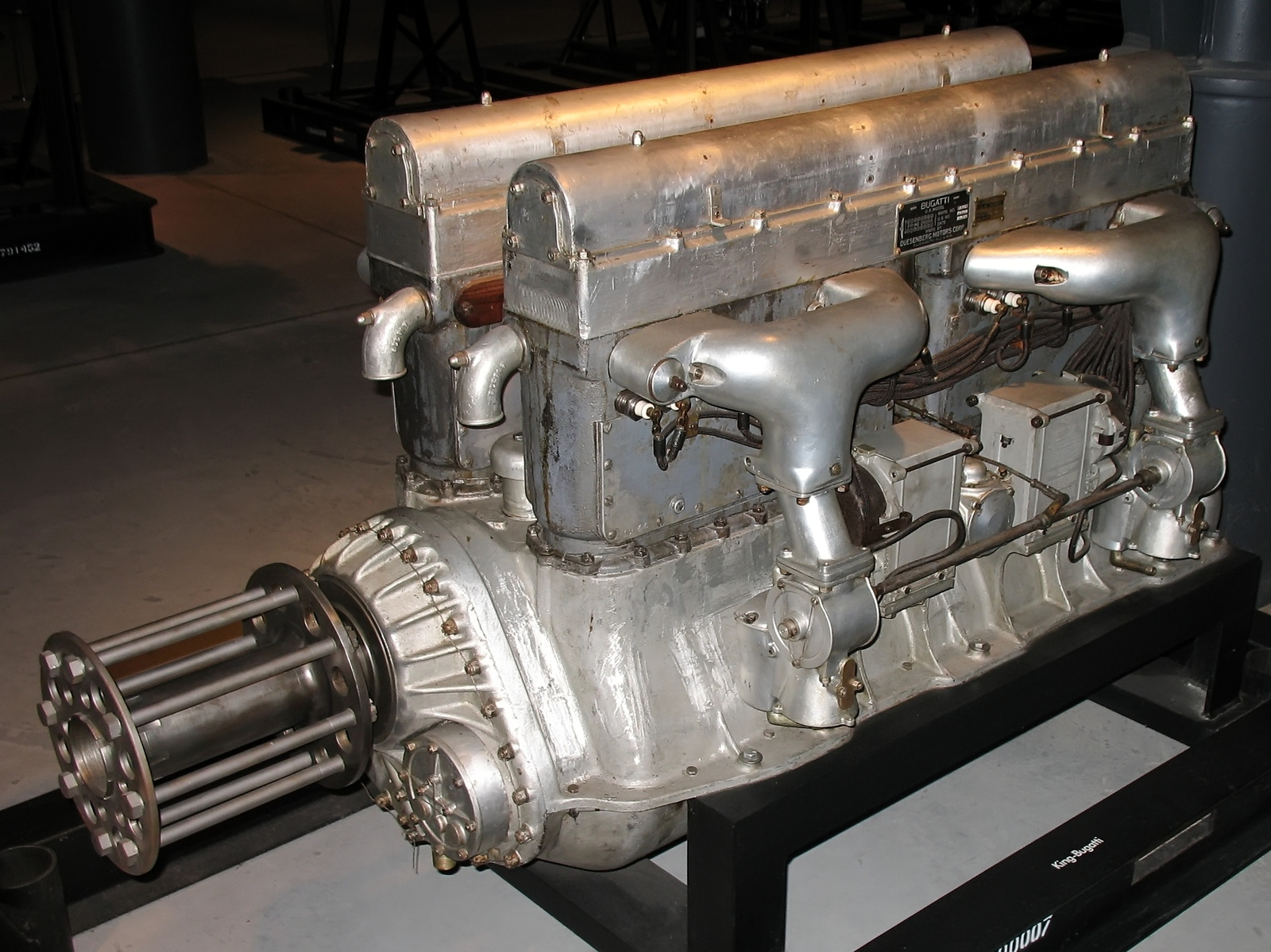
King-Bugatti U-16

Um protótipo britânico de tanque pesado proposto em abril de 1916 utilizando um versão duplicada do Daimler 'Silent Knight' de 105 hp, no entanto este não era um verdadeiro motor em U. O tanque e o motor nunca foram produzidos.
O primeiro motor em U construído foi o 16 cilindros de 24.3 litros de cilindrada do Bugatti U-16, um motor aeronáutico projetado e patenteado por Ettore Bugatti em 1915-1916. Bugatti licenciou o projeto para a Duesenberg na América, que produziu cerca de 40, e Breguet da Franca, que construiu algumas unidades nos anos após o fim da Primeira Guerra Mundial. Posteriormente Bugatti usou a configuração no protótipo Bugatti Type 45 de 1928, mas somente dois foram produzidos.
A Matra desenvolveu um protótipo do Bagheera com motor de 2.6 L U8 produzido com dois motores de quatro cilindros em linha do Simca 1000 Rallye 2 conectados por correntes por volta de 1974. No entanto por causa da Crise do Petróleo de 1973 este carro nunca foi produzido.

### Motores a Diesel
Vários tipos de motor a diesel em U foram produzidos por companhias como Lister Blackstone e Sulzer Brothers Ltd. Um motor diesel de duas bancadas de cilindros para uso marítimo está descrito na patente americana 4167857. No entanto nenhuma aplicação de tal motor jamais foi relatada.
Sulzer Brothers desenvolveu um motor diesel para tração ferroviária com esta configuração, a série LD, na década de 1930, os quais permaneceram em produção por mais de cinco décadas. Divérsos tamanhos de cilindros foram produzídos, incluindo o 19 (diâmetro de 190 mm), 22 (diâmetro de 220 mm), 25 (diâmetro de 250 mm), 28 (diâmetro de 280 mm) e 31 (diâmetro de 310 mm). Os motores da série LD e posteriores, a série LDA, eram comumente encontrados nas configurações de 6 e 8 cilindros em linha e 12 cilindros em U. A configuração em U foi instalada em locomotivas que operam em diversos países, incluindo Grã-Bretanha, Bulgária, China, França, Polônia e Romênia. Para mais informações sobre as locomotívas British Rail (classes 44, 45, 46, 47) ver en:List of British Rail modern traction locomotive classes.
Sulzer Brothers descontinuou a produção de motores em U.